# Henri LaBorde
Henri Jean LaBorde (né le 11 septembre 1909 à San Francisco et mort le 16 septembre 1993 à Portland) est un athlète américain spécialiste du lancer du disque. Affilié à l'Olympic Club San Francisco, il mesurait 1,83 m pour 95 kg.

## Biographie

### Palmarès
| Date | Compétition           | Lieu        | Résultat | Performance |
| ---- | --------------------- | ----------- | -------- | ----------- |
| 1932 | Jeux olympiques d'été | Los Angeles | 2e       | 48,47 m     |

### Records
| Épreuve          | Performance | Lieu       | Date |
| ---------------- | ----------- | ---------- | ---- |
| Lancer du disque | 50,38 m     | Düsseldorf | 1933 |